# ローメン
ローメンとは、羊肉と野菜を炒め、蒸した太めの中華麺を加えた長野県の伊那地方の特有の麺料理。中華風のスープを加えるものと加えないものがあるが、ラーメンとも焼きそばとも異なる独特の風味の料理でもある。

## 概要
小麦粉にかんすいと着色料としてのビタミンB2を加えた中太で水分が少なめの中華麺を使用する。地元・伊那市の合資会社服部製麺所のものを使うことが多く、製麺所で蒸したむし麺となっているが、全国的に焼きそば用として売られているむし麺と比べて色が茶色っぽく、食感が硬い。
具としてはマトン、キャベツ、キクラゲを主体とした野菜をスープ、ウスターソースなど各店固有の味付けで炒め、ニンニクを加えて再加熱した麺と合わせて完成する。マトンの風味は好みが分かれやすいため、豚肉、牛肉など使って作る献立もあるが、それらは「豚（トン）ローメン」等と呼ばれ、本来のローメンと区別される。好みに対応するため様々な献立を提供している店もあり、また麺の量を選べる店も多い。
スープに半分浸かったラーメン風のものとスープのないソース焼きそば風のものがあるほか、カレー味のものや、冷やしローメンなど、店によって様々な種類があるため、これらが同一の名称でよばれることに違和感を持つ向きもあるが歴史の新しい料理であり、太めの蒸し麺と肉、キャベツを用いた麺料理の総称と見るのが妥当である。
薬味の定番は、一味又は七味唐辛子である。好みにあわせソース、酢、ごま油、ラー油、すりおろしニンニク等を加える。このように、その場で自分にあったスープの味を作っていくことが推奨されている。

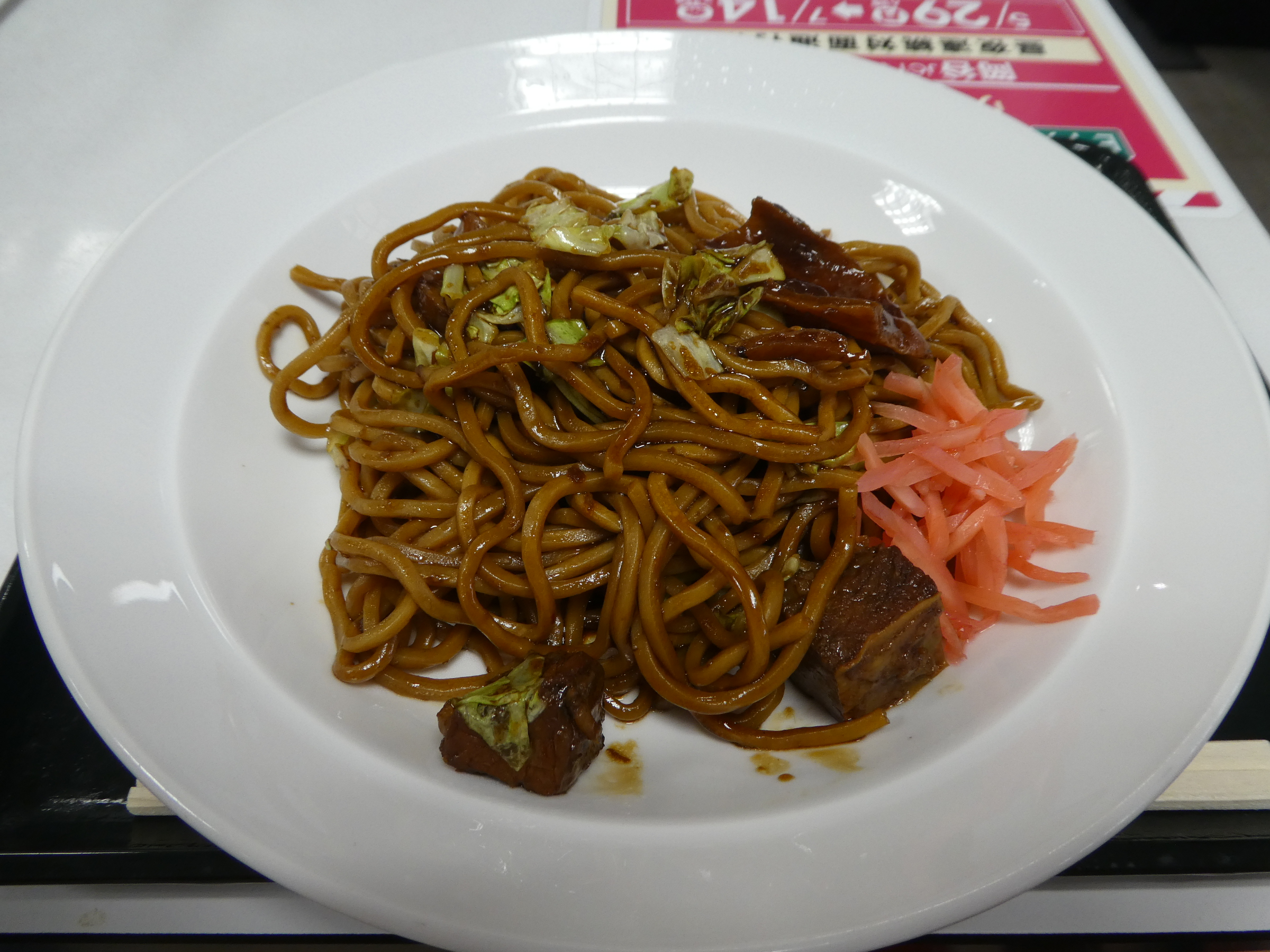
牛すじ肉入り、汁なしのローメン
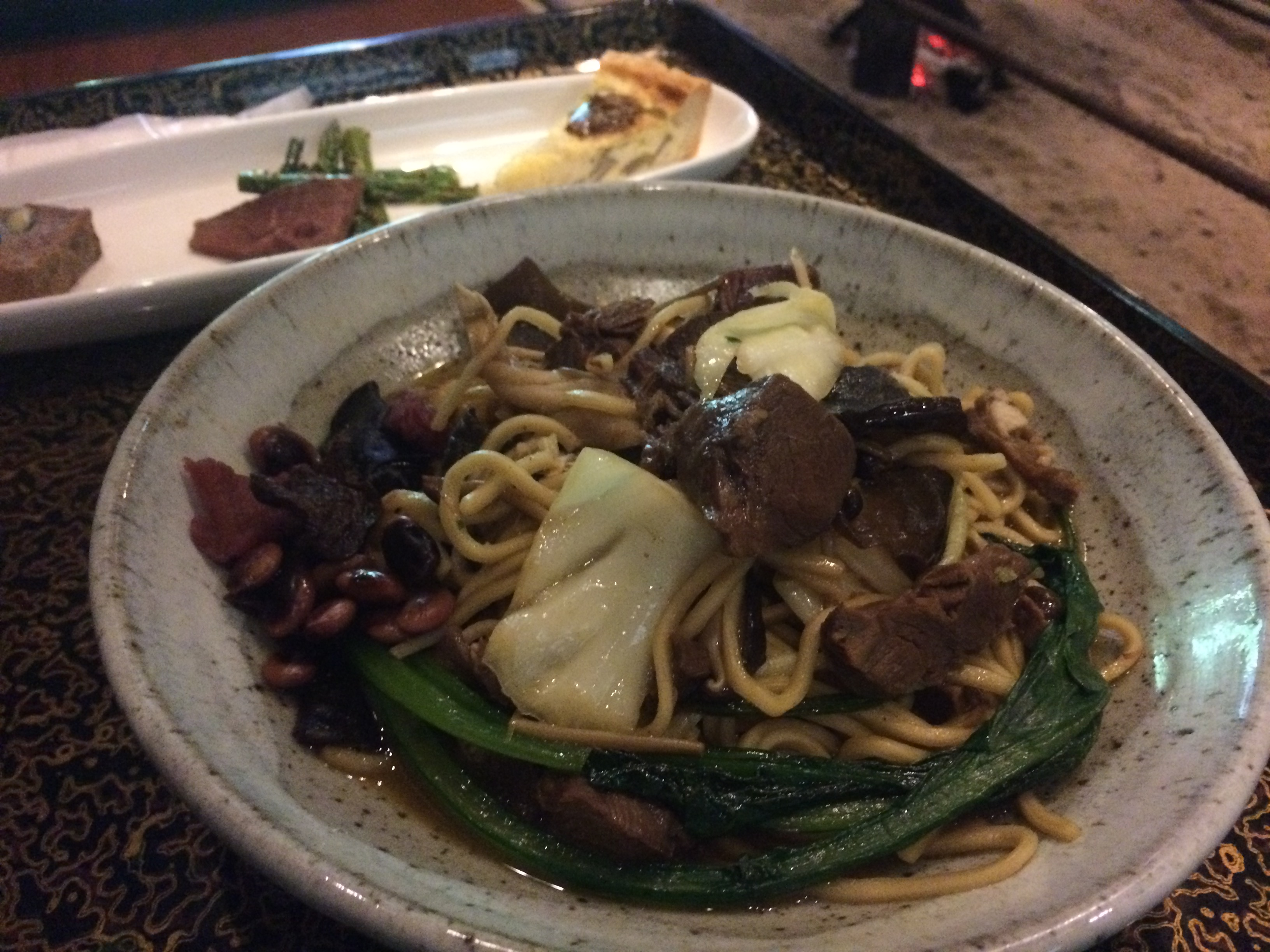
鹿肉入り、汁なしのローメン

## 歴史

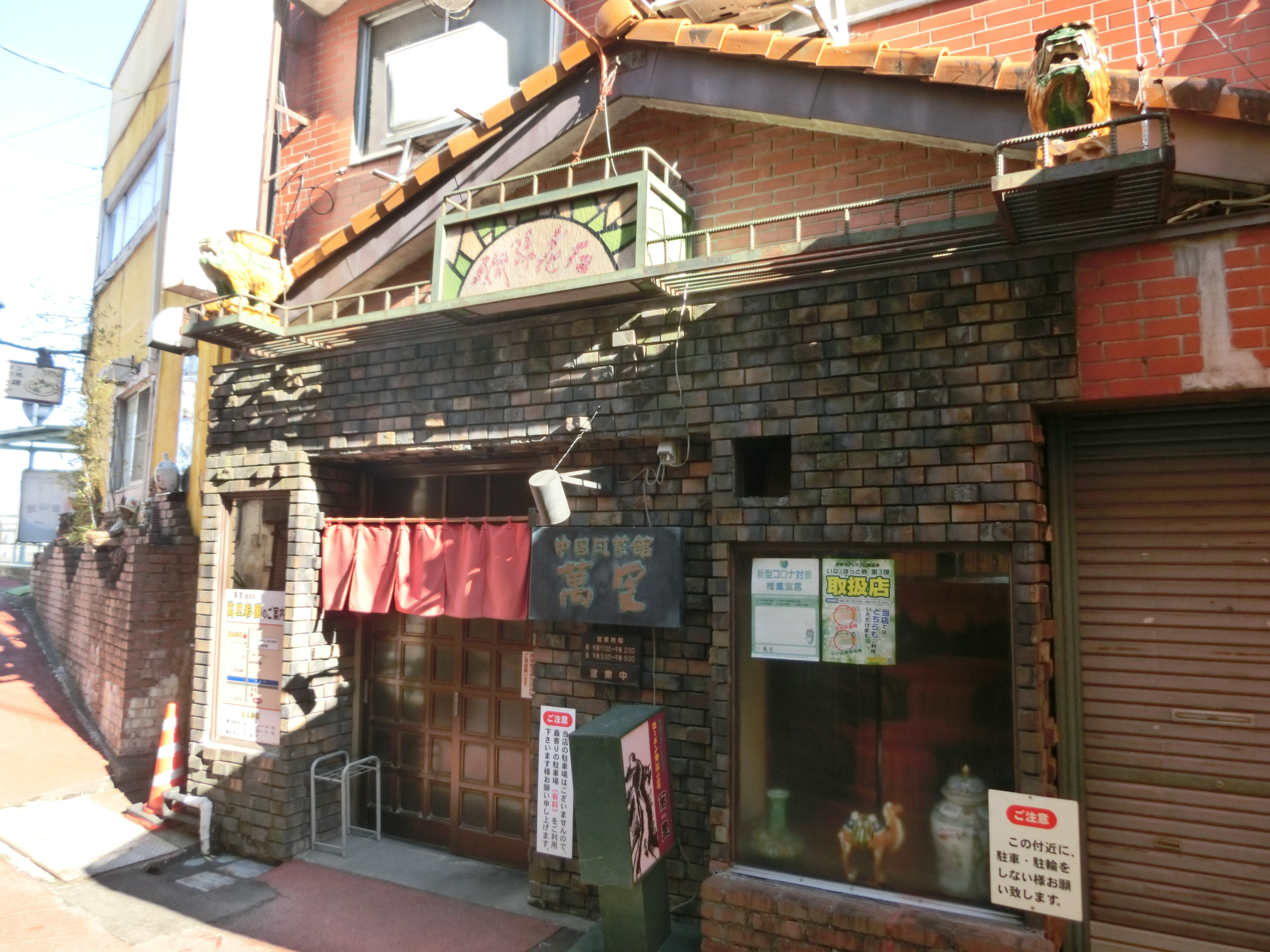
中国風菜館萬里

1955年に、伊那市の中華料理店「萬里」の主人であった伊藤和弌（いとう わいち、1931年 - 2007年5月11日）が地元の製麺業者服部製麺所社長の服部幸雄の協力を得て創作した。
伊藤は東京・横浜で料理人として修行し、郷里の伊那に戻って小さな中華料理店を開いた。当時は冷蔵庫がまだ一般的でなく、仕入れた生麺を翌日まで保存できないため、伊藤も麺の保存法に苦慮していた。そこで、伊藤は試行錯誤の末、麺を蒸すことで日持ちさせる技法を考案する。
この蒸し麺独特の風味を活かして伊藤の創作した料理がローメンである。肉は伊那市周辺で羊毛生産のため盛んに飼育されていた牧羊に伴う副産物のマトンが活用され、塩漬け肉にして日持ちさせたものが使用された。野菜は、これまた周辺で多く栽培されていたキャベツを使用した。
店で供してみると酒のつまみなどに好評となり、やがて人気献立として定着した。初期には、炒めるという炒肉麺（チャーローメン）と称して販売されたようである。通常、中国語で炒肉麺（チャオロウミエン、ピンイン chǎo ròumiàn）というと、豚肉を使った焼きそばが想像されるため、炒羊肉麺と呼ぶ方が当初の実態に近い。諸説あるが、最終的には普及の過程で「チャー」がとれ、「ローメン」という名称が定着した。
なお、中華料理には調理法のよく似た拌麵（パンミェン）があり、広東語では「撈麵」（粤拼:Lou1 min6 、ロウミン）と言う。広東料理を通じてアメリカなど各国の中華食堂の定番メニューにもLo meinとして定着している。
伊藤は、地域発展を念頭に「ローメン」の名称使用を自由にしたため、ローメンは周囲の店にも広がった。その過程でスープ式のローメン以外に、焼きそば式のローメンも出現し、更には地元の一般家庭料理や学校給食にも取り入れられるようになった。
地元の新たな郷土料理として定着したことから、1994年、伊那市もローメンを町興しのきっかけに取り上げ、ローメン委員会（現ローメンズクラブ）を設立、萬里本店近くには、2004年にローメン発祥の地の記念碑が建立された。地元では6月4日を「蒸し」と読ませる語呂合わせでローメンの日とし、普段より安くローメンを商っている。
伊那ローメンズクラブは地域のB級グルメを使った町おこし団体の協議会である「愛Bリーグ」に加盟しており、全国のB級グルメの祭典であるB-1グランプリにも第6回より参加していたが、伊那ローメンズクラブが飲食店主中心の組織だったために本部会員から支部会員に降格され、2014年の郡山大会には出場できなくなった。このため、市民有志により新たに「伊那ローメンZUKUラブ」が結成され、2015年の十和田大会で復帰した。

## 商品
いくつかのメーカーから土産用、家庭用として麺（冷凍麺タイプも）、調味料、さらに一部では羊肉もがセットされた商品が伊那市内のスーパー、土産物店、バスターミナル、パーキングエリアなどで販売されている。萬里、シャトレなど、料理店のブランドで売られている物もある。地元の家庭では、これらのセット商品以外に服部製麺所の「むし焼きそば」を購入して好きな味付けや具で作ることが一般的である。
また、これに関連した商品としてローメンまんもあり、中華まんの具として汁なしローメンを使用している。